# Rosário
Rosário là một đô thị thuộc bang Maranhão, Brasil. Đô thị này có diện tích 685,027 km², dân số năm 2007 là 37875 người, mật độ 55,29 người/km².